# Nello Cianci
Nello Cianci (Vastogirardi, 28 agosto 1959) è un ex calciatore italiano, di ruolo centrocampista.

## Carriera
Debutta in Serie B con il Lecce nel 1977 e, dopo un anno in Serie C2 con il Messina ed uno in Serie C1 con la Salernitana, torna al Lecce dove disputa altre tre stagioni in cadetteria.
Nel 1984 passa al Foggia in Serie C1 e l'anno successivo chiude la carriera da professionista in Serie C2 con la maglia del Francavilla.
In carriera ha totalizzato complessivamente 66 presenze in Serie B.